# کاوریون
کاوریون (انگلیسی: Caverion) شرکت ساخت‌وساز فنلاندی است، که در سال ۲۰۱۳ تأسیس شد.